# René Eijer
René Eijer (Den Helder, 1º gennaio 1963) è un allenatore di calcio ed ex calciatore olandese, di ruolo attaccante.